# Лексінгтон (округ, Південна Кароліна)
Шаблон:StateAbbr_ 33°54′ пн. ш. 81°16′ зх. д. / 33.9° пн. ш. 81.27° зх. д.
Округ Лексінгтон (англ. Lexington County) — округ (графство) у штаті Південна Кароліна, США. Ідентифікатор округу 45063.

## Історія
Округ утворений 1804 року.

## Демографія
За даними перепису
2000 року
загальне населення округу становило 216014 осіб, зокрема міського населення було 143219, а сільського — 72795.
Серед мешканців округу чоловіків було 104977, а жінок — 111037. В окрузі було 83240 домогосподарств, 59830 родин, які мешкали в 90978 будинках.
Середній розмір родини становив 3,01.
Віковий розподіл населення поданий у таблиці:
| Стать    | До 15 років | 15-21 | 22-29 | 30-39 | 40-49 | 50-65 | 65-85 | Понад 85 |
| -------- | ----------- | ----- | ----- | ----- | ----- | ----- | ----- | -------- |
| Чоловіки | 24048       | 9742  | 11115 | 17014 | 17030 | 17136 | 8292  | 600      |
| Жінки    | 22960       | 9680  | 11651 | 17745 | 18091 | 17813 | 11285 | 1812     |

## Суміжні округи
- Ричленд — схід
- Калгун — південний схід
- Оранджберг — південний схід
- Ейкен — південний захід
- Салуда — захід
- Ньюбері — північний захід

## Виноски
1. ↑  U.S. Decennial Census. United States Census Bureau. Архів оригіналу за 26 квітня 2015. Процитовано 18 березня 2015.
2. ↑  Historical Census Browser. University of Virginia Library. Архів оригіналу за 11 серпня 2012. Процитовано 18 березня 2015.
3. ↑  Forstall, Richard L., ред. (27 березня 1995). Population of Counties by Decennial Census: 1900 to 1990. United States Census Bureau. Архів оригіналу за 2 лютого 2015. Процитовано 18 березня 2015.
4. ↑  Census 2000 PHC-T-4. Ranking Tables for Counties: 1990 and 2000 (PDF). United States Census Bureau. 2 квітня 2001. Архів оригіналу (PDF) за 18 грудня 2014. Процитовано 18 березня 2015.
5. ↑  State & County QuickFacts. United States Census Bureau. Архів оригіналу за 6 червня 2011. Процитовано 18 березня 2015.(англ.) Наведено за англійською вікіпедією.
6. ↑  American FactFinder. Бюро перепису населення США. Архів оригіналу за 26 лютого 2012. Процитовано 31 січня 2008.

| США | Це незавершена стаття з географії США. Ви можете допомогти проєкту, виправивши або дописавши її. |